# 블랙핑크: 세상을 밝혀라
《블랙핑크: 세상을 밝혀라》(영어: Blackpink: Light Up the Sky)는 2020년 넷플릭스에서 공개한 미국의 다큐멘터리 영화이다. 감독은 캐롤라인 서가 맡았다.

## 출연
- 블랙핑크